# Марилија
Марилија (порт. Marília) град је у Бразилу у савезној држави Сао Пауло. Према процени из 2007. у граду је живело 218.113 становника.

## Становништво
Према процени из 2007. у граду је живело 218.113 становника.
| 1991.   | 2000.   |
| ------- | ------- |
| 161,149 | 197,342 |